# Friedrich von Werthern (Oberhauptmann)

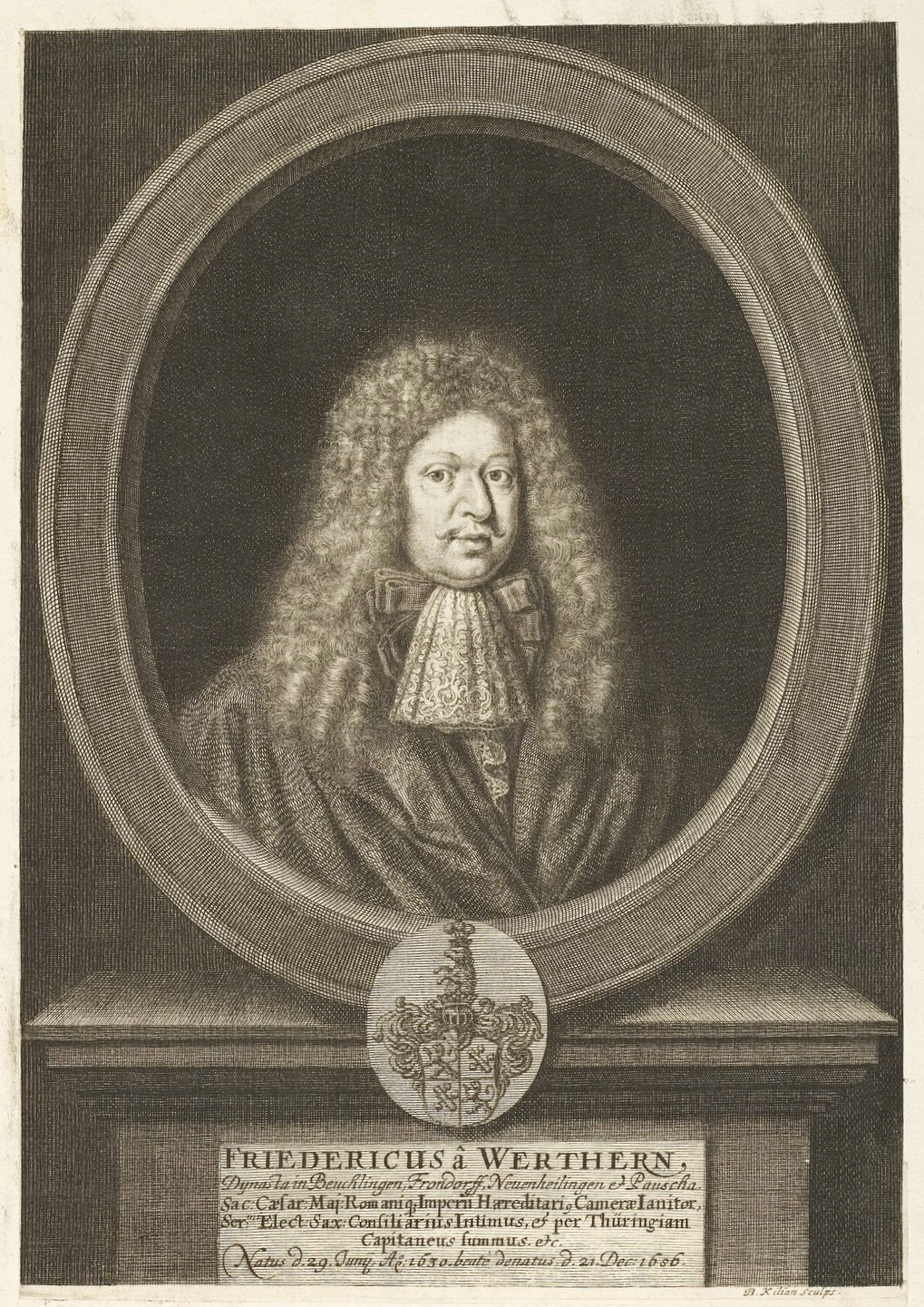
Friedrich von Werthern

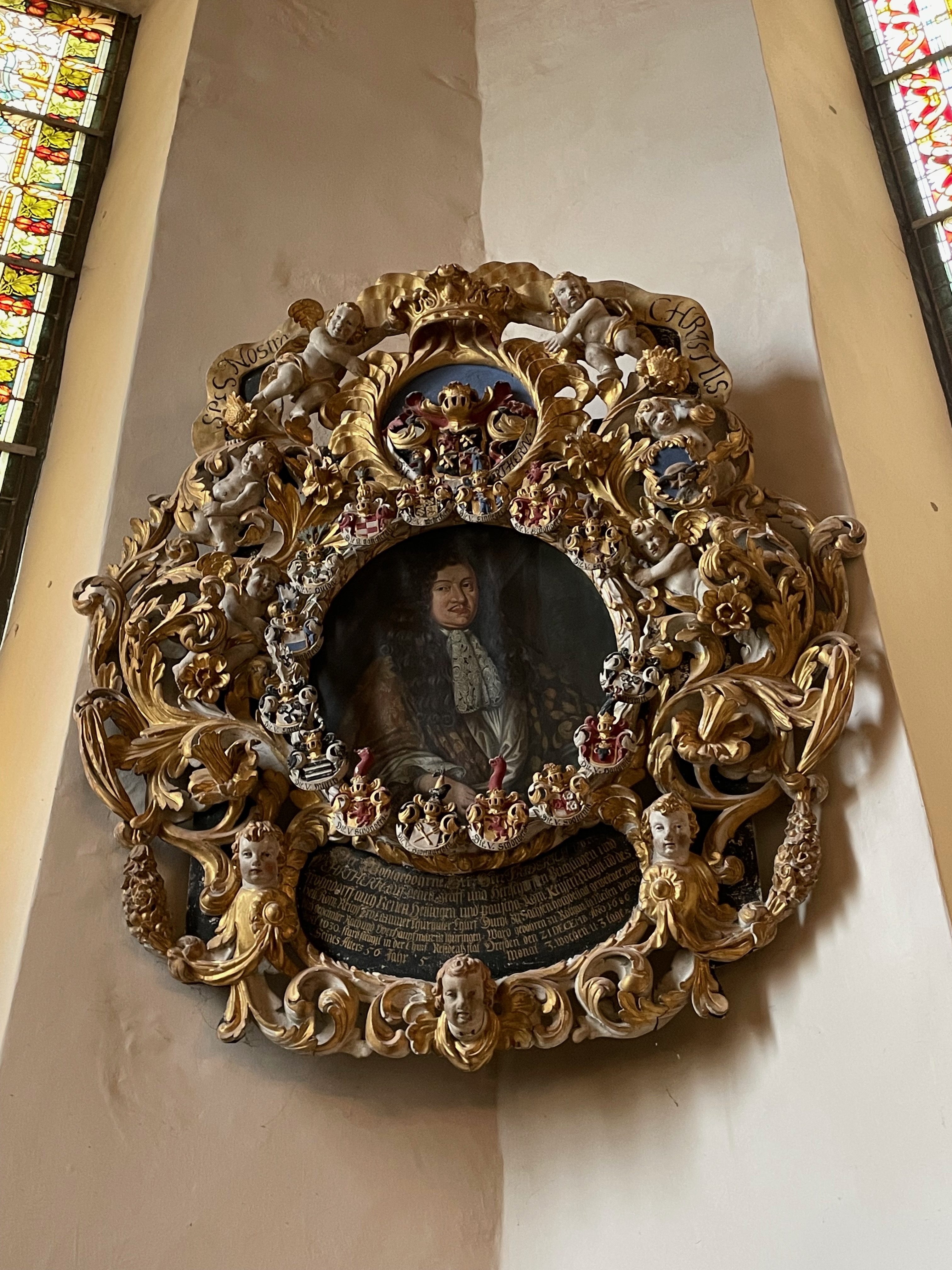
Epitaph in St. Wipperti Kölleda

Friedrich von Werthern (* 29. Juni 1630 in Rötha; † 21. Dezember 1686 in Dresden) war kursächsischer Wirklicher Geheimer Rat, Oberhofrichter und Oberhauptmann von Thüringen.

## Leben

### Herkunft
Er entstammte einer der bedeutendsten Geheimratsfamilien Kursachsens im 17. Jahrhundert und war der Sohn des Georg von Werthern (1581–1636), Gesandter und Oberhofrichter in Leipzig, der die Familientradition als Träger des Amtes des kursächsischen Geheimen Rates begründete und der Rahel, geb. von Einsiedel (1599–1667). Zu seinen Geschwistern zählten Dietrich von Werthern (1613–1658), Obersteuereinnehmer, Kammerdirektor und ebenfalls Geheimer Rat; Wolfgang von Werthern (1614–1666), Geheimer Rat, Direktor des Bergratskollegiums, Oberhauptmann des Erzgebirgischen Kreises und Obersteuereinnehmer, sowie Hans von Werthern (1626–1693), Kammerherr und Inspektor der Landesschule Pforta.

### Karriere
Von Werthern wurde auf dem Rittergut Rötha geboren, welches sich im Besitz der Familie von Friesen befand, zu welcher freundschaftliche Beziehungen bestanden. Carl Freiherr von Friesen bemühte sich früh als Gönner und Förderer des jungen von Werthern um dessen Aufstieg. 1647 begann von Werthern, begleitet von einem Hofmeister, ein Studium an der Universität Altdorf bei Nürnberg an. Es schloss sich zwei Jahre später ein Studium der Rechtswissenschaften an der Universität Leiden in den Niederlanden an. Bereits mit 24 Jahren erfolgte 1657 die erste Bestallung in kursächsischen Diensten als kurprinzlicher Kammerjunker. Im Jahr 1657 stieg er zum kursächsischen Rat auf und wurde Hauptmann des Thüringischen Kreises und Appellationsrat.
Wie bereits seine Vorfahren übte von Werthern 1658 in Frankfurt am Main anlässlich der Kaiserwahl das Amt des Reichserbkammertürhüters aus. Er galt als besonders umtriebig, was neben der Tätigkeit in diversen Positionen des kursächsischen Staatsdienstes auch dazu führte, dass er mit zahlreicher Kommissionen und Gesandtschaften betraut wurde. 1678 wurde auf seinen eigenen Wunsch hin die Bestallung als Appellationsrat erlassen. Doch wurde von Werthern im Anschluss zum Rat und Oberhauptmann von Thüringen ernannt. Nach dem Herrschaftsantritt Kurfürst Johann Georgs III. avancierte er 1681 zum Wirklichern Geheimen Rat. Eine Nachfolge Carls von Friesen als Oberkonsistorialpräsident blieb von Werthern hingegen verwehrt, da er, wie dieser auch, im gleichen Jahr, 1686, verstarb. Er fand in Kölleda, dem damaligen Zentrum der Werthernschen Herrschaft, seine letzte Ruhe.
Von Werthern machte sich außerdem als Stifter von Stipendien für bedürftige Studenten und Schüler verdient. Aus eigenen Mitteln betrieb er die Instandsetzung der geistlichen Stiftung seiner Eltern verbunden mit der Freischule im ehemaligen Kloster Donndorf.
Unter dem Gesellschaftsnamen „Der Überlegene“ wurde er am 18. August 1658 als Mitglied in die Fruchtbringende Gesellschaft aufgenommen (Nr. 688).

## Familie
Friedrich von Werthern heiratete 1655 in erster Ehe Agnes Magdalena, geb. von Heßler (1637–1665), sie hatten sechs Kinder:
- Eleonora Sophia (1657–1720) ⚭ Christian Ludwig von Eberstein (1650–1717)
- Rahel (1658–1729) ⚭ Heinrich von Bünau (1643–1711)
- Maria Agnesa (* 1659) ⚭ Christoph Ludolph von Burgsdorff (1653–1720)
- Johanna Christina (1660–1688)
- Elisabeth (1662–1739) ⚭ Georg Caspar Marschall auf Burgholzhausen (1653–1694)
- Georg von Werthern (1663–1721), Geheimer Rat und Minister in kursächsischen Diensten
- Wolfgang (1665–1665)

1671 heiratete er in zweiter Ehe Justine Elisabeth, geb. von Löser (1654–1701), sie hatten vier Kinder:
- Ursula Magdalena (1672) ⚭ Rudolf Heinrich von Lüttichau
- Heinrich (1674–1675)
- Friedrich (1677–1678)
- Dietrich (1679–1679)
- Johann (1680–1681)
- Catharina Elisabeth (* 1699) ⚭ Friedrich Freiherr von Seyffertitz
- Friedrich
- Gottlob (* 1683, stirbt als Kind)
- Augusta Sophia (* 1681) ⚭ Adam Heinrich Pflugk[4]
- Friedemann (1684–1763) ⚭ Maria Renata Gräfin von Geyersberg und Osterberg